# Журавлёвский сельский совет (Крым)
Журавлёвский сельский совет (укр. Журавлівська сільська рада, крымскотат. Miñlerçik köy şurası) — административно-территориальная единица в Симферопольском районе АР Крым Украины (фактически до 2014 года), ранее до 1991 года — в  составе Крымской области УССР в СССР.
Образован сельсовет в 1975 году.
Население по переписи 2001 года составило более 1,9 тыс. человек.
К 2014 году в сельсовет входило 3 села:
- Журавлёвка
- Сторожевое
- Сумское

С 2014 года на месте сельсовета находится Журавлёвское сельское поселение.
Адрес: Симферопольский р-н, с. Журавлевка, ул. Мира, д. 40.